# Dinode

Dinode a un fotomultiplicador

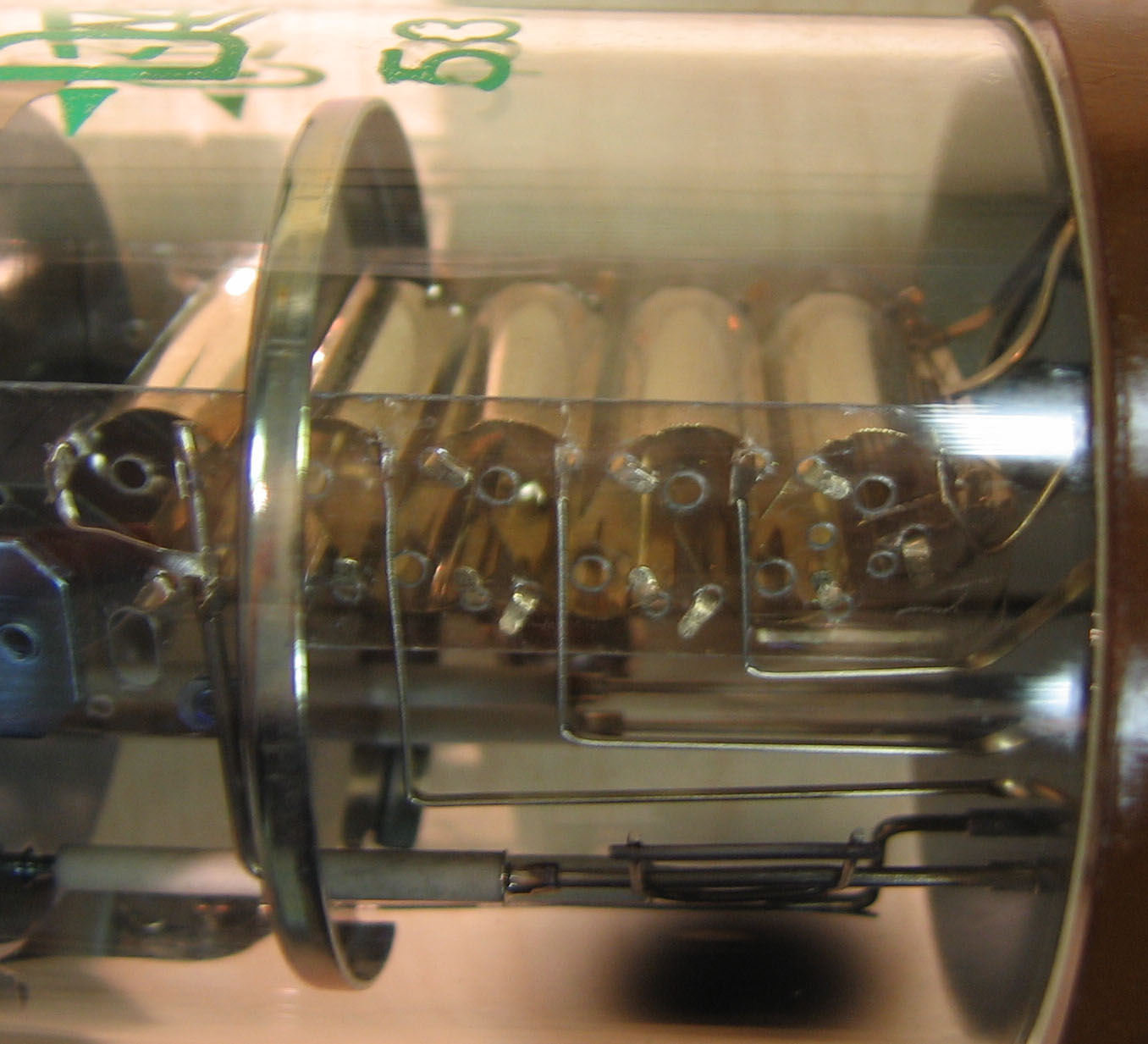
Dues fileres de dinodes en un tub fotomultiplicador.

Un dinode és cadascun dels elèctrodes que formen part d'un tub fotomultiplicador.
Cada dinode es carrega més positivament que el seu predecessor, després de deixar l'òptica d'entrada els electrons arriben al primer dinode amb una energia d'algunes centenes d'electró volts, aquest petit corrent elèctric s'haurà amplificat habitualment a un milió al final del procés.
Quan els electrons toquen el dinode provoquen un mecanisme a la seva superfície anomenat emissió secundària, aquest mecanisme s'assembla a l'efecte fotoelèctric però amb electrons com a partícula incident. Els electrons que arriben amb algunes centenes d'eV generaran algunes desenes d'electrons d'energia molt més feble, que per diferència de potencial entre el primer dinode i el segon s'acceleraran cap al segon dinode per tal de provocar un altre cop el mateix mecanisme. La diferència de potencial entre un dinode i el seu precedent acostuma a ser de 90 a 100 volts. En repetir-se aquest mecanisme al llarg dels diferents dinodes és possible multiplicar els 4 o 5 electrons inicials emesos pel fotocàtode i convertir-los en diversos milions, entre 10⁵ i 107 electrons per cadascun dels incidents.